# Sergey Yung
Pour les articles homonymes, voir Yung.
Sergey Aleksandrovich Yung (en russe : Сергей Юнг, né le 10 août 1955) est un athlète soviétique spécialiste du 50 kilomètres marche.

## Carrière

### Palmarès
| Date | Compétition              | Lieu     | Résultat | Performance     |
| ---- | ------------------------ | -------- | -------- | --------------- |
| 1983 | Coupe du monde de marche | Bergen   | 2e       | 3 h 48 min 26 s |
| 1983 | Championnats du monde    | Helsinki | 3e       | 3 h 49 min 03 s |

### Records
| Épreuve              | Performance     | Lieu   | Date           |
| -------------------- | --------------- | ------ | -------------- |
| 50 kilomètres marche | 3 h 47 min 16 s | Moscou | 3 juillet 1982 |